# Share (Film)
Share ist ein Thriller von Pippa Bianco, der am 25. Januar 2019 im Rahmen des Sundance Film Festivals seine Premiere feierte.

## Handlung
Nach einer Partynacht muss die Schülerin Mandy feststellen, dass eine Reihe von Handyvideos von ihr, auf denen sie nur halb angezogen und fast bewusstlos zu sehen ist, viral geworden sind.

## Produktion
Im Mai 2015 wurde bekannt, dass Pippa Bianco einen auf ihrem Kurzfilm Share aufbauenden Spielfilm plant.
Im Oktober 2017 wurde die Besetzung mit Charlie Plummer, Poorna Jagannathan, J.C. Mackenzie und Lovie Simone bekannt.
Zu dieser Zeit wurden auch die Dreharbeiten begonnen. Die Filmmusik komponiert Shlohmo. Der Soundtrack, der insgesamt 17 Musikstücke umfasst, wurde im August 2019 von Milan Records als Download veröffentlicht.
Der Film feierte am 25. Januar 2019 im Rahmen des Sundance Film Festivals seine Premiere und wurde im Mai 2019 im Rahmen der Internationalen Filmfestspiele von Cannes außer Konkurrenz gezeigt. Im August 2019 wurde er beim Melbourne International Film Festival vorgestellt. Im September 2019 wird der Film beim Festival des amerikanischen Films in Deauville im Hauptwettbewerb gezeigt.

## Rezeption

### Kritiken
Der Film konnte bislang 86 Prozent aller Kritiker bei Rotten Tomatoes überzeugen und erhielt hierbei eine durchschnittliche Bewertung von 7 der möglichen 10 Punkte.

### Auszeichnungen
Festival des amerikanischen Films 2019
- Nominierung im Hauptwettbewerb (Pippa Bianco)[8]

Internationale Filmfestspiele von Cannes 2019
- Nominierung für die Caméra d’Or (Pippa Bianco)

Palm Springs International Film Festival 2019
- Directors to Watch (Pippa Bianco)

Sundance Film Festival 2019
- Nominierung für den Grand Jury Prize im U.S. Dramatic Competition (Pippa Bianco)
- Auszeichnung mit dem U.S. Dramatic Special Jury Award – Acting (Rhianne Barreto)
- Auszeichnung mit dem Waldo Salt Screenwriting Award (Pippa Bianco)[9]